# Pecados eléctricos
Pecados eléctricos es el segundo álbum de Glamour to kill. Editado el 20 de febrero de 2006,

## Lista de canciones
1. Vampire
2. American Love
3. Quiero ser como tu
4. Joyas oxidadas
5. Ya no importa
6. Somos ángeles
7. Amando
8. Ficción
9. Perder la cabeza
10. Presa de la ambición
11. Mil noches sin dormir
12. Pensando en ti

- Datos: Q6067884